# Frank Ordenewitz
Frank Ordenewitz est un footballeur allemand né le 25 mars 1965 à Bad Fallingbostel. Il évoluait au poste d'attaquant.

## Palmarès
- 2 sélections (0 but) en équipe d'Allemagne
- Champion d'Allemagne en 1988 avec le Werder Brême
- Finaliste de la Coupe d'Allemagne en 1989 avec le Werder Brême et en 1991 avec le FC Cologne
- Meilleur buteur du championnat du Japon en 1994 avec 30 buts
- FIFA Fair Play Award en 1988